# Malik Rose
Malik Jabari Rose (Philadelphia, Pennsylvania, 23. studenog 1974.) američki je profesionalni košarkaš. Igra na poziciji krilnog centra, a trenutačno je slobodan igrač. Izabran je u 2. krugu (44. ukupno) NBA drafta 1996. od strane Charlotte Hornetsa.

## Sveučilište
Pohhađao je sveučilište Drexler. Tijekom svoje četverogodišnje sveučilišne karijere, Rose je jednom izabran u All-American momčad te je odveo Dragonse do NCAA završince. Svoju sveučilišnu karijeru završio je s prosjekom od 16 poena i 12 skokova po utakmici.

## NBA karijera
Izabran je kao 44. izbor NBA drafta 1996. od strane Charlotte Hornetsa. Nakon kraja sezone 1996./97. mijenjan je u San Antonio Spurse te je postao jedan od važnih igrača s klupe. Sa Spursima je osvojio dva NBA prstena te je u sezoni 2004./05. mijenjan u New York Knickse zajedno s dva izbora prvog kruga na draftu u zamjenu za Nazra Mohammeda i Jamisona Brewera. Nakon četiri sezone u dresu Knicksa, Rose je 19. veljače 2009. mijenjan u Oklahoma City Thundere u zamjenu za Chrisa Wilcoxa.

## NBA statistika

### Regularni dio
| Godina    | Klub          | Odig. uta. | Uta. poč. | Min. | 2P%  | 3P%   | Sl. bac.% | Skok. | Asist. | Ukr. lop. | Blok. | Poena |
| --------- | ------------- | ---------- | --------- | ---- | ---- | ----- | --------- | ----- | ------ | --------- | ----- | ----- |
| 1996./97. | Charlotte     | 54         | 1         | 9.7  | .477 | .000  | .613      | 3.0   | .6     | .5        | .3    | 3.0   |
| 1997./98. | San Antonio   | 53         | 0         | 8.1  | .434 | .333  | .639      | 1.7   | .4     | .4        | .1    | 3.0   |
| 1998./99. | San Antonio   | 47         | 0         | 12.9 | .463 | .000  | .671      | 3.9   | .6     | .9        | .5    | 6.0   |
| 1999./00. | San Antonio   | 74         | 3         | 18.1 | .457 | .333  | .722      | 4.5   | .6     | .5        | .7    | 6.7   |
| 2000./01. | San Antonio   | 57         | 9         | 21.4 | .435 | .176  | .713      | 5.4   | .8     | 1.0       | .7    | 7.7   |
| 2001./02. | San Antonio   | 82         | 1         | 21.0 | .463 | .083  | .720      | 6.0   | .7     | .9        | .5    | 9.4   |
| 2002./03. | San Antonio   | 79         | 13        | 24.5 | .459 | .400  | .791      | 6.4   | 1.6    | .7        | .5    | 10.4  |
| 2003./04. | San Antonio   | 67         | 13        | 18.7 | .428 | .000  | .813      | 4.8   | 1.0    | .5        | .4    | 7.9   |
| 2004./05. | San Antonio   | 50         | 1         | 17.2 | .464 | .000  | .697      | 4.5   | .8     | .6        | .2    | 6.3   |
| 2004./05. | New York      | 26         | 4         | 23.6 | .425 | .167  | .782      | 4.4   | .7     | .6        | .3    | 8.3   |
| 2005./06. | New York      | 72         | 35        | 15.5 | .374 | 1.000 | .781      | 3.6   | .9     | .6        | .2    | 4.4   |
| 2006./07. | New York      | 65         | 2         | 12.5 | .398 | .250  | .808      | 2.7   | 1.0    | .4        | .1    | 3.0   |
| 2007./08. | New York      | 49         | 3         | 10.1 | .367 | .286  | .725      | 2.1   | .6     | .3        | .1    | 3.5   |
| 2008./09. | New York      | 18         | 0         | 8.9  | .268 | .000  | .727      | 1.7   | .6     | .1        | .1    | 1.7   |
| 2008./09. | Oklahoma City | 20         | 0         | 15.7 | .378 | .000  | .800      | 3.3   | 1.3    | .4        | .1    | 5.0   |
| Ukupno    |               | 813        | 85        | 16.5 | .437 | .177  | .743      | 4.1   | .8     | .6        | .3    | 6.2   |

### Doigravanje
| Godina    | Klub        | Odig. uta. | Uta. poč. | Min. | 2P%  | 3P%  | Sl. bac.% | Skok. | Asist. | Ukr. lop. | Blok. | Poena |
| --------- | ----------- | ---------- | --------- | ---- | ---- | ---- | --------- | ----- | ------ | --------- | ----- | ----- |
| 1996./97. | Charlotte   | 2          | 0         | 6.0  | .500 | .000 | .000      | 2.5   | .5     | .0        | .0    | 2.0   |
| 1997./98. | San Antonio | 5          | 0         | 3.6  | .667 | .000 | .500      | 1.4   | .2     | .2        | .0    | 2.0   |
| 1998./99. | San Antonio | 17         | 0         | 11.4 | .368 | .000 | .692      | 2.3   | .2     | .4        | .2    | 2.7   |
| 1999./00. | San Antonio | 4          | 0         | 20.8 | .444 | .000 | .556      | 4.8   | .3     | .5        | .8    | 5.3   |
| 2000./01. | San Antonio | 13         | 0         | 16.5 | .418 | .333 | .850      | 3.8   | .3     | .2        | .1    | 4.9   |
| 2001./02. | San Antonio | 10         | 3         | 29.2 | .479 | .000 | .740      | 7.9   | 1.4    | 1.0       | .5    | 12.9  |
| 2002./03. | San Antonio | 24         | 0         | 23.3 | .419 | .000 | .766      | 5.8   | 1.0    | .7        | .5    | 9.3   |
| 2003./04. | San Antonio | 7          | 0         | 8.3  | .250 | .000 | .500      | 2.4   | .9     | .6        | .3    | 1.4   |
| Ukupno    |             | 82         | 3         | 17.5 | .427 | .111 | .739      | 4.3   | .7     | .5        | .3    | 6.2   |

## Vanjske poveznice
- Profil na NBA.com
- Profil na Basketball-Reference.com